# هيثر باك
هيثر باك (بالإنجليزية: Heather Buck)‏ (1926، كنت في المملكة المتحدة - 2004)؛ مغنية، كاتِبة وشاعرة بريطانية.